# Batali Hill
Batali Hill war ursprünglich mit einer Höhe von etwa 85 Meter (280 feet) die höchste Erhebung in der Stadt Chittagong in Bangladesch.

## Lage
Der Hügel liegt etwa einen Kilometer nordöstlich des Stadtzentrums von Chittagong im Thana Khulshi in der Nähe der Tigerpass-Kreuzung, einem Kreisverkehr, an dessen Ostseite eine große farbige Tigerstatue aufgestellt ist.

## Geschichte
Auf dem Hügel stand ein Leuchtmast als Orientierungspunkt für die Schiffe auf dem Meer.

## Beschreibung
Von dem Hügel aus sind der Golf von Bengalen und ein großer Teil der Stadt gut zu sehen. Auf dem Hügel steht ein Denkmal an den Befreiungskrieg. Wegen der mit der zunehmenden Bebauung des Hügels zusammenhängenden Erdarbeiten kommt es immer wieder zu Erdrutschen, wodurch auch die Gesamthöhe des Hügels sinkt.